# Motyle i kloszardzi
Motyle i kloszardzi – album wrocławskiego zespołu rockowego Nurt, wydany w 1995 przez wytwórnię Digiton.

## Lista utworów
1. "Papierowy nóż" (muz. A. Mrożek/J. Baran – sł. Barbara Łuszczyńska) – 4:15
2. "Miasto mężczyzn" (muz. A. Mrożek – sł. Barbara Łuszczyńska) – 3:36
3. "Sekrety ciał" (muz. A. Mrożek – sł. Barbara Łuszczyńska) – 4:17
4. "Znów o sobie nie wiem nic" (muz. A. Mrożek – sł. Barbara Łuszczyńska) – 4:48
5. "Historia pewnego królestwa" (muz. A. Mrożek – sł. Barbara Łuszczyńska) – 4:04
6. "Kobieta i diabeł" (muz. A. Mrożek – sł. Barbara Łuszczyńska) – 4:59
7. "U barona" (muz. A. Mrożek – sł. Barbara Łuszczyńska) – 3:55
8. "Sen wędrowca" (muz. A. Mrożek – sł. Barbara Łuszczyńska) – 3:39
9. "Motyle i kloszardzi" (muz. A. Mrożek – sł. Barbara Łuszczyńska) – 4:28
10. "Złe i dobre" (muz. A. Mrożek – sł. Barbara Łuszczyńska) – 5:43

## Skład
- Sylwia Damasiewicz – śpiew
- Aleksander Mrożek – śpiew, gitara, instrumenty klawiszowe
- Bogdan Tymoszuk – gitara basowa, śpiew
- Kazimierz Marut – perkusja

gościnnie
- Mariusz "Georgia" Pieczara – chórki (1,2,5,7,9)

produkcja
- Jean "Jasik" Kidawa – nagrywanie
- Grzegorz Piwkowski – mastering
- Krzysztof Kuraszkiewicz – mastering